# Kevin McDowell
Kevin McDowell (Park Ridge, 1 de agosto de 1992) es un deportista estadounidense que compite en triatlón.
Participó en los Juegos Olímpicos de Tokio 2020, obteniendo una medalla de plata en la prueba de relevo mixto. En los Juegos Panamericanos de 2015 consiguió una medalla de plata.
Ganó tres medallas en el Campeonato Mundial de Triatlón por Relevos Mixtos entre los años 2018 y 2022.

## Palmarés internacional
| Juegos Olímpicos                      | Juegos Olímpicos    | Juegos Olímpicos  | Juegos Olímpicos |
| Año                                   | Lugar               | Medalla           | Prueba           |
| ------------------------------------- | ------------------- | ----------------- | ---------------- |
| 2020                                  | Tokio (Japón)       | Medalla de plata  | Relevo mixto     |
| Campeonato Mundial por Relevos Mixtos |                     |                   |                  |
| Año                                   | Lugar               | Medalla           | Prueba           |
| 2018                                  | Hamburgo (Alemania) | Medalla de bronce | Relevo mixto     |
| 2020                                  | Hamburgo (Alemania) | Medalla de plata  | Relevo mixto     |
| 2022                                  | Montreal (Canadá)   | Medalla de bronce | Relevo mixto     |
| Juegos Panamericanos                  |                     |                   |                  |
| Año                                   | Lugar               | Medalla           | Prueba           |
| 2015                                  | Toronto (Canadá)    | Medalla de plata  | Individual       |